# Gestion des changements
Pour les articles homonymes, voir GDC.
La gestion des changements (GDC) est un des six processus de la partie « soutien de service » des bonnes pratiques ITIL V2, ou l'un des sept processus de la partie « transition des services » des bonnes pratiques ITIL V3.
Un changement consiste à modifier, créer ou supprimer un des composants de l'infrastructure du système d'information (logiciel, application, équipement, matériel, configuration, documentation, procédure…) donc d'un ou plusieurs éléments de configuration.

## Objectifs
Un changement a pour objectif de modifier, créer ou supprimer un des composants de l'infrastructure du système d'information, donc un ou plusieurs éléments de configuration.
Ce changement doit être réalisé dans le respect des méthodes, procédures et processus standardisés. Il est aussi nécessaire de planifier et approuver la faisabilité avant la mise en œuvre.
Il est aussi prévu de réaliser le suivi des changements, ainsi que d'en informer les services concernés.
La gestion des changements est probablement le processus le plus central dans la mesure où il garantit que les changements sont maitrisés, tracés et historisés.  
Ainsi, la mise en œuvre du comité d'approbation des changements (CAB) lequel doit statuer sur tous les changements permet de réduire, voire d'éradiquer, les incidents liés aux changements insuffisamment gérés et/ou planifiés.